# Liste dänischsprachiger Schriftsteller

## A
- Christen Aagaard (1616–1664)
- Niels Aagaard (1612–1657)
- Kim Fupz Aakeson (* 1958)
- Jeppe Aakjær (1866–1930)
- Emil Aarestrup (1800–1856)
- Jussi Adler-Olsen (* 1950)
- Peter Adolphsen (* 1972)
- Naja Marie Aidt (* 1963)
- Hans Christian Andersen (1805–1875)
- Martin Andersen Nexø (1869–1954)
- Vita Andersen (1942–2021)
- Anders Christensen Arrebo (1587–1637)
- Peter Asmussen (1957–2016)

## B
- Carl Bagger (1807–1846)
- Jens Immanuel Baggesen (1764–1826)
- Solvej Balle (* 1962)
- Herman Bang (1857–1912)
- Frederik Barfod (1811–1896)
- Jonas T. Bengtsson (* 1976)
- Vilhelm Bergsøe (1835–1911)
- Charlotta Dorothea Biehl (1731–1788)
- Jørgen Bitsch (1922–2005)
- Thorkild Bjørnvig (1918–2004)
- Steen Steensen Blicher (1782–1848)
- Karen Blixen (Tania Blixen) (1885–1962)
- Anders Bodelsen (1937–2021)
- Cecil Bødker (1927–2020)
- Ludvig Bødtcher (1793–1874)
- Svend Borberg (1888–1947)
- Anders Christensen Bording (1619–1677)
- Caspar Johannes Boye (1791–1853)
- Tycho Brahe (1546–1601)
- Georg Brandes (1842–1927)
- Suzanne Brøgger (* 1944)
- Hans Adolph Brorson (1694–1764)

## C
- Poul Chievitz (1817–1854)
- Inger Christensen (1935–2009)
- Sophus Claussen (1865–1931)

## D
- Ernesto Dalgas (1871–1899)
- Tove Ditlevsen (1917–1976)
- Holger Drachmann (1846–1908)

## E
- Elsebeth Egholm (* 1960)
- Jonas Eika (* 1991)
- Jakob Ejersbo (1968–2008)
- Karl Ewald (1856–1908)

## F
- Christian Falster (1690–1752)
- Mathilde Fibiger (1830–1872)

## G
- Karl Gjellerup (1857–1919)
- Meïr Aron Goldschmidt (1819–1887)
- Jens Christian Grøndahl (* 1959)
- Nikolai Frederik Severin Grundtvig (1783–1872)
- Katrine Marie Guldager (* 1966)
- Thomasine Gyllembourg (1773–1856)

## H
- Bent Haller (* 1946)
- Kirsten Hammann (* 1965)
- Yahya Hassan (1995–2020)
- Julie Hastrup (* 1968)
- Carsten Hauch (1790–1872)
- Johan Ludvig Heiberg (1791–1860)
- Johanne Luise Heiberg (1812–1890)
- Peter Andreas Heiberg (1758–1841)
- Piet Hein (1905–1996)
- Poul Helgesen
- Helle Helle (* 1965)
- Henrik Hertz (1798–1870)
- Christina Hesselholdt (* 1962)
- Leif Hjernøe (* 1938)
- Peter Høeg (* 1957)
- Per Højholt (1928–2004)
- Ludvig Holberg (1684–1754)
- Sven Holm (1940–2019)
- Jens Christian Hostrup (1818–1892)
- Peer Hultberg (1935–2007)
- Lars Husum (* 1975)

## I
- Bernhard Severin Ingemann (1789–1862)

## J
- Jens Peter Jacobsen (1847–1885)
- Bengt Janus (1921–1988)
- Johannes V. Jensen (1873–1950)
- Thøger Jensen (* 1960)
- Karin Johannsen-Bojsen (* 1936)
- Erna Juel-Hansen (1845–1922)
- Dennis Jürgensen (* 1961)
- Pia Juul (1962–2020)

## K
- Lene Kaaberbøl (* 1960)
- Hans Vilhelm Kaalund (1818–1885)
- Christian Kampmann (1939–1988)
- Harald Kidde (1878–1918)
- Laura Kieler (1849–1932)
- Hans Kirk (1898–1962)
- Ole Lund Kirkegaard (1940–1979)
- Søren Kierkegaard (1813–1855)
- Thomas Kingo (1634–1703)
- Mogens Klitgaard (1906–1945)
- Troels Kløvedal (1943–2018)
- Jakob Knudsen (1858–1917)
- Jørgen Knudsen (1926–2017)

## L
- Tomas Lagermand Lundme (* 1973)
- Kurt Peter Larsen (* 1953)
- Thøger Larsen (1875–1928)
- Ole Henrik Laub (1937–2019)
- Kim Leine (* 1961)
- Vagn Lundbye (1933–2016)
- Claus Christoffersen Lyschander (1558–1623/24)

## M
- Aage Madelung (1872–1949)
- Svend Åge Madsen (* 1939)
- Conrad Malte-Brun (1775–1826)
- Ib Michael (* 1945)
- Karin Michaëlis (1872–1950)
- Poul Martin Møller (1794–1838)

## N
- Peter Nansen (1861–1918)
- Kaspar Colling Nielsen (* 1974)
- Henrik Nordbrandt (1945–2023)
- Lise Nørgaard (1917–2023)

## O
- Adam Oehlenschläger (1779–1850)

## P
- Peder Palladius (1503–1560)
- Jacob Paludan (1896–1975)
- Frederik Paludan-Müller (1809–1876)
- Leif Panduro (1923–1977)
- Christiern Pedersen (ca. 1480–1554)
- Carl Ploug (1813–1894)
- Henrik Pontoppidan (1857–1943)
- Merete Pryds Helle (* 1965)

## R
- Knud Lyne Rahbek (1760–1830)
- Morten Ramsland (* 1971)
- Adda Ravnkilde (1862–1883)
- Bjarne Reuter (* 1950)
- Christian Richardt (1831–1892)
- Ane Riel (* 1971)
- Jørn Riel (1931–2023)
- Klaus Rifbjerg (1931–2015)
- Knud Romer (* 1960)
- Tyge Rothe (1731–1795)

## S
- Ole Johan Samsøe (1759–1796)
- Adolph Wilhelm Schack von Staffeldt (1769–1826)
- Sophus Schandorph (1836–1901)
- Hans Scherfig (1905–1979)
- Peter Seeberg (1925–1999)
- Frederik Christian Sibbern (1785–1872)
- Tage Skou-Hansen (1925–2015)
- Erik Skram (1847–1923)
- Finn Søeborg (1916–1992)
- Morten Søndergaard (* 1964)
- Jørgen Sonne (1925–2015)
- Villy Sørensen (1929–2001)
- Henrich Steffens (1773–1845)
- Hans Christensen Sthen (1544–1610)
- Ambrosius Stub (1705–1758)
- Viggo Stuckenberg (1863–1905)

## T
- Pia Tafdrup (* 1952)
- Hans Thomissøn (1532–1573)
- Mette Thomsen (* 1970)
- Kirsten Thorup (* 1942)
- Vilhelm Topsøe (1840–1881)
- Dea Trier Mørch (1941–2001)
- Dan Turèll (1946–1993)

## U
- Leonora Christina Ulfeldt (1621–1698)

## W
- Niels Birger Wamberg (1930–2020)
- Johan Herman Wessel (1742–1785)
- Gustav Wied (1858–1914)
- Dorrit Willumsen (* 1940)
- Christian Winther (1796–1876)
- Jacob Worm (1642–1693)